# Chrysoperla johnsoni
Chrysoperla johnsoni är en insektsart som beskrevs av Henry et al. 1993. Chrysoperla johnsoni ingår i släktet Chrysoperla och familjen guldögonsländor. Inga underarter finns listade i Catalogue of Life.